# A nyugodt férfi
A nyugodt férfi (eredeti cím: The Quiet Man) 1952-ben bemutatott amerikai filmdráma John Ford rendezésében. A történet alapjául Maurice Walsh írása szolgált, melyet a Saturday Evening Post hasábjain publikált. A film két Oscar-díjat nyert.

## Történet
A '30-as években, Sean Thornton (John Wayne) egy ír születésű amerikai Pittsburghből visszatér Írországba, hogy átvegye a családi farmot Innisfreeben, egy aprócska faluban. Találkozik és beleszeret a tűzrőlpattant Mary Kate Danaherbe (Maureen O’Hara), aki a nagyszájú földbirtokos Will Danaher (Victor McLaglen) húga. Will dühös lesz Seanra, amiért túllicitálja egy szomszédos földterületre. Amikor értesül húga és Thorton házasságáról, megtagadja hogy hozományt adjon a lánynak.
Sean járatlan az ír szokásokban, nem is érdekli egyáltalán a hozomány, de Mary Kate semmiképpen nem akar lemondani róla, mert a hozomány képviseli a függetlenségét, identitását és büszkeségét. Dühös lesz amiért Sean nem mer kiállni a jogos jussáért a bátyja ellenében, gyávának nevezi. Kapcsolatuk elhidegül.
Sean korábban profi ökölvívó volt az Egyesült Államokban Trooper Thorn névvel. Miután véletlenül megölt valakit a ringben, többé boxkesztyűt nem húzott, és soha nem verekedett. A múltja e részét csak egyvalaki ismeri a faluban, a lelkész Playfair tiszteletes (Arthur Shields).
Mary Kate elhagyja Seant, és Castletownba megy, hogy onnan Dublinba utazzon. Sean viszont a vasútállomáson leszállítja a feleségét a vonatról, és arra kényszeríti, hogy sétáljon vele öt mérföldet vissza Inisfreebe, Will Danaher farmjára. Sean követeli, hogy adja oda Will a hozományt Mary Katenek, vagy visszaküldi a nőt a házába. Will végül megenyhül és odaadja a pénzt, amit a nő a kályhába dob, azt bizonyítva vele, hogy a pénz soha nem érdekelte, csak az, hogy a férje álljon ki mellette. Sean és Will bemennek a faluba, megállnak inni egyet a kocsmában, veszekednek, majd a legjobb barátokként válnak el egymástól. Sean közben visszanyeri Mary Kate szerelmét és tiszteletét is.

## Szereplők
| Színész          | Szerep                     | Magyar hang   |
| ---------------- | -------------------------- | ------------- |
| John Wayne       | Sean Thornton              | Mihályi Győző |
| Maureen O’Hara   | Mary Kate Danaher          | Kováts Adél   |
| Victor McLaglen  | Will Danaher               |               |
| Barry Fitzgerald | Michaleen Og Flynn         | Kézdy György  |
| Ward Bond        | Peter Lonergan atya        | Vass Gábor    |
| Mildred Natwick  | Sarah Tillane              |               |
| Francis Ford     | Dan Dobin                  |               |
| Arthur Shields   | Cyril Playfair tiszteletes |               |

## A film háttere
A  Republic Pictures stúdió hamar megegyezett, Ford, Wayne és O'Hara hármassal. Miután befejezték a Rio Grandét, Írországba utaztak, hogy elkezdjék új közös munkájukat.
A filmben több ír színpadi színész szerepet kapott, köztük Barry Fitzgerald testvére, vagy a lelkészt alakító Arthur Shilds is.
Innisfree egy kitalált falu volt, valójában ilyen nevű nem létezik Írországban. A nevét William Butler Yeats egyik verse után kapta. A legtöbb felvételt egy Cong nevű faluban csinálták Mayo megyében. Cong mára egy gazdag faluvá vált, egy ötcsillagos kastélyhotel, az Ashford Castle, is működik a közelben. A környék a filmnek köszönhetően turistaparadicsommá vált, a filmrajongók minden évben gyűlést tartanak az Ashford Castleben.
A film Ford ideális ír társadalomábrázolását is tükrözi. Nincs társadalmi megosztottság, osztályhelyzet vagy vallás alapján. A katolikus pap Lonergan atya és a protestáns lelkész Playfair tiszteletes jó barátok.

## Fogadtatás
A film 3,8 millió dolláros bevétele sikeresnek mondható, ezzel bekerült az éves top 10-be is. A film története inspirálta az 1961-es Donnybrook című musicalt. A híres csókjelenet John Wayne és Maureen O’Hara között az E. T., a földönkívüliben is felbukkan, amikor E. T. a televíziót nézi.

### Fontosabb díjak, jelölések
- Oscar-díj (1953)
  - díj: legjobb rendező – John Ford
  - díj: operatőr – Winton C. Hoch, Archie Stout
  - jelölés: legjobb film – Merian C. Cooper, John Ford
  - jelölés: legjobb férfi mellékszereplő – Victor McLaglen
  - jelölés: legjobb forgatókönyv – Frank S. Nugent
  - jelölés: legjobb díszlettervező – Robert L. Simpson
  - jelölés: legjobb hang – Daniel J. Bloomberg
- Golden Globe-díj (1953)
  - jelölés: legjobb rendező – John Ford
  - jelölés: legjobb zene – Victor Young
- National Board of Review (1952)
  - díj: legjobb film – Merian C. Cooper, John Ford

## Fordítás
Ez a szócikk részben vagy egészben  a   The_Quiet_Man című angol Wikipédia-szócikk fordításán alapul.  Az eredeti cikk szerkesztőit annak laptörténete sorolja fel. Ez a jelzés csupán a megfogalmazás eredetét és a szerzői jogokat jelzi, nem szolgál a cikkben szereplő információk forrásmegjelöléseként.